# جاوانية
جاوانية: أو جاوان قبيلة كردية مشهورة من فروع الكلهور اسست مع بني مزيد أيام اميرها صدقة بن منصور مدينة الحلة العراقية عام 1086 ميلادية. كان لأمراء الجاوانية الشيعة دور هام في المعترك السياسي لمنطقة الفرات وجنوب بغداد لعقود وبرز من الجاوانية رجال حرب وادب اشهرهم بنو ورام (بهرام) ومنهم أبو الفتح بن ورام وما زالت محلتهم باقية في الحلة باسم محلة الأكراد.

## القبيلة المنسية
يقول صاحب الكامل في التاريخ عن دور بنى ورام الجاوانية انه في العام 655 هجرية سنة وفاة السلطان السلجوقي طغرلبك ساءت «الأحوال بالعراق بعد وفاته فإنه كتب من ديوان الخلافة إلى شرف الدولة مسلم بن قريش صاحب الموصل وإلى نور الدولة دبيس بن مزيد وإلى هزارسب وإلى بني ورام وإلى بدر بن المهلهل الكردي بالاستدعاء إلى بغداد وأرسل لشرف الدولة تشريف وعمل أبو سعد القايني ضامن بغداد سوراً على قصر عيسى وجمع الغلات.».. «وقدم إلى بغداد دبيس بن مزيد وخرج الوزير ابن جهير لاستقباله وقدم أيضاً ورام وتوفي ببغداد أبو الفتح بن ورام مقدم الأكراد الجاوانية فحمل إلى جرجرايا وفارق شرف الدولة مسلم بغداد ونهب النواحي فسار نور الدولة والأكراد وبنو خفاجة إلى قتاله.»
المؤرخ العراقي الشهير مصطفى جواد في كتابه ((جاوان، العشيرة الكردية المنسية)) ان جاوان قبيلة كردية قديمة من أشهر القبائل في التاريخ واعضمها مقاما وأبعدها صيتا وأجلها فعلا في الحروب والسياسة بالعراق ومن أحسن القبائل أثرا في الأدب العربي، ولاسيما الشعر لإقبالها عليه والدعوة إليه ولكنها لم تحظ من الباحثين في تاريخ الأكراد بدراسة ولا بتحقيق، ولم نعثر، ولم تفزمن المؤرخين المعاصرين لنا ولا الذين عاشوا قبلهم بعناية ولا برعاية. قامت قبيلة جاوان بأدوار خطيرة في التاريخ العراقي الإسلامي، فيها من العظمة والفخامة والكرامة ما يؤهلها بعضه لأن تذكر وتدرس في تاريخ العراق ولاسيما التاريخ الكردي منه، لان إهمالها يعد نقصانا وحرمانا وكفرانا: نقصانا في حقيقة التاريخ، وحرمانا في العلم الذي غايته الكشف عن الحقائق وكفرانا لفضلها وأثارها التي يجب أن يعترف بها، وتذكر بها بالإجلال والتعظيم، فلم يذكرها شرف خان البتليسي في شرفنامته مع أنها تأريخ الأكراد، ولا ابن فضل الله العمري في مسالك الإبصار في ممالك الأمصار.
وذكرها الأستاذ محمد أمين زكي في كتابه ((مختصر تاريخ الكرد وكردستان ص375)) مرة واحدة مصحفه إلى ((جواني))، ومع اشارته إلى أنه نقل اسمها مع عدة من قبائل الاكراد، من مروج الذهب للمسعودي، المؤرخ الكبير، فقد ضهر لي انه نقل ذلك من دائرة المعارف الإسلامية، لان الطبعة الاوربية للمروج ج3 ص254 تذكرها بصورة ((جاوان)) وقد ذكرت في القبيلة في أكثر طبعات المروج مصحفة إلى ((جاوان)) بحاء مهملة، على أن صاحب القاموس المجد الفيروزابادي ذكرها في باب ((الجيم)).
قال المسعودي في المروج:- ((وما قلنا في الأكراد، فهم الشاهجان ببلاد ماء الكوفة والبصرة، وهي أرض الدينور وهمذان والمجاوران وهم من الكيكان ببلاد أذربيجان، والهذبانية والسراة، وما حوت بلاد الجبال من الشاذنجان واللريئة، والباردلكان، والبارينجان، والباريسبان والخالية والجبانارقية والجاوانية)). وفي النص المنقول من مروج الذهب على أن قبيلة ((جاوان)) كانت في أواسط القرن الرابع من الهجرة من أشهر القبائل الكردية.
وقد ذكر هذه القبيلة في القرن السادس للهجرة العماد الأصفهاني – خريدة القصر نسخة باريس 3372 الورقة (152- 3) في سيرة بعض امرائها. قال: ((الأمير أبو شجاع عاصم بن أبي النجم الكردي من اعيان الاكراد الجاوانيه.
وقال الفيروز أبادي: ((وجاوان قبيلة من الاكراد سكنوا الحلة المزيدية في العراق، منهم الفقيه محمد بن علي الجاواني)). وزاد السيد محمد مرتضى الزبيدي في شرح القاموس جملة ((الحلي الشافعي)) فصار ((الكردي الجاواني الحلي الشافعي)). وقد ذكر هذا الفقيه السبكي في طبقاته قال: محمد بن علي بن عبد الله أبو سعيد الجاواني الحلي العراقي، وجاوان قبيلة من الاكراد سكنوا الحلة)) وذكر أن مولده سنة 468هـ نقلا عن تاريخ أبن النجار، وهو الاصل في ذكر هذه القبيلة في سكان الحلة.
وأذ ذكر الفيروز أبادي أنهم سكنوا الحلة، ينبغي لنا ان نذكر تاريخهم قبل سكناهم أياها، ونشير إلى المحلة التي سكنوا فيها، تلك المحلة التي لا تزال تعرف إلى اليوم بمحلة الأكراد، ولايعرف أكثر الناس السبب في هذه التسمية، حتى لقد أدعى بعض الناس أن الاكراد يراد بهم الكرادة، لان لهم كرودا على شط الحلة، وهو تكلف بارد ودعوى سخيفة، فالفرق عظيم بين ((الاكراد)) و ((الكرادة))، والتاريخ يثبت اثباتا لاشبهة فية أن محلة الاكراد بالحلة نسبت اليهم منذ تاسيسها إلى ايامنا هذه، فلا داعي إلى التمحل والتكلف والتغاضي عن حقيقة تأريخية واضحة.
وجاء في معجم البلدان (الحلة)
وكانت الحلة قد شيدت في اواخر القرن الخامس للهجرة، شيدها سيف الدولة صدقة بن منصور بن دبيس بن علي بن مزيد الاسدي المزيدي، وكانت منازل ابائه في بعض أصقاع نهر النيل، في أقليم بابل أيضا. فلما قوي أمرة وأشتد ازره، وكثرت امواله ورجاله، أنتقل إلى الجامعين موضع في غربي عمود الفرات، ليبعد عن الطالب إذا هرب. وكان ذلك في محرم من سنة 495هـ على عهد السلطان بركيارق بن ملكشاه السلجوقي وفي خلافة المستظهر بالله العباسي، وكانت أجمة تاوي إليها السباع فنزل فيها بأهله وعساكره وحلفائه وبنى فيها مساكن جليلة ودورا فاخره، وتانق اصحابه في ذلك، وقصدها التجار، فصارت افخر بلاد العراق واحسنها، وانا لاشك ان أصدقه ومن معه أنتفعوا باجر بابل وغيره من الحضرة – هي مواد بناء – العتيقة، لقرب بابل من الحلة.
وسياتي في البحث أن قبيلة جاوان الكردية كانت حليفة لقبيلة بني أسد، فلذلك يعد الجاوانيون من مؤسسي الحلة وسكانها منذ أواخر القرن الخامس للهجرة، ومحلتهم محلة الاكراد كانت معروفة بهم منسوبة اليهم منذ القديم.
قال أبن بطوطة في رحلته ح1 ص138، في وصف الحلة: ((وأهل هذه المدينة كلها أمامية أثنا عشرية، وهم طائفتان: أحداهم تعرف بالاكراد، والأخرى تعرف بأهل الجامعين)) وكان مرور بن بطوطة بالحلة سنة 727هـ.

## حكاية وفاء من محلة الأكراد
وقد ورد ذكر محلة الأكراد بالحلة في أخبار أحد القادمين للعراق في اواخر أيام الدولة الايلخانية، وهو شهاب الدين أبو سليمان أحمد بن رميثة بن نجم الدين ابي نمي محمد العلوي الحسني المكي، وقد توجه أيام امارة ابيه بمكة إلى العراق، وقصد إلى السلطان ابي سعيد بهادر خان بن اولجايتو بن ارغون بن أباقا بن هولاكو المغولي، فاكرمه واحسن لقاءه، وجعل اليه امارة الحاج من العراق وسائر الاقطار الدولة الايلخانية، فقدم المحل العراقي على المحل المصري بعرفات، والزم الناس بمكة ان يتعاملوا بدراهم السلطان أبي سعيد، ثم عاد مع قافلة الحجاج، فاعظمه السلطان، واحله محلا كريما، وفوض اليه امر الاعراب بالاعراب بالعراق، فأكثر فيهم الغارة والقتل، وعرض جاهه، وكثر اتباعه وأقام في بالحلة نافذ الأمر عريض الجاه كثير الاعوان، إلى أن توفي السلطان أبو سعيد عام ((736هـ))، فطرد الحاكم الذي كان بالحلة من قبل أبي سعيد وهو السيد علي بن طالب الحسيني الأفطسي الدلقندي، وتغلب على الحلة وأعمالها ونواحيها، وجبى الاموال، وكثر في ايامه الظلم والأستصفاء، إلى أن تمكن الشيخ حسن الكبير بن حسن اقبوغا المعروف في التواريخ الفارسية بحسن بزرك مؤسس الدولة الجلائرية بالعراق، فوجه عليه الجنود مرارا، فأعجزه لمراوغته مرة ومقاومته أخرى. ثم أنه توجه اليه بنفسه في جيش ضخم، وعبر الفرات اولا من الانبار، ثم احاط بالحلة، فتحصن أحمد بن رميثة فيها، فغدر به من أهل الحلة الذين أعتمد عليهم، وخذلته الاعراب الذين جاء بهم مددا، وتفرق الناس عنه، حتى بقي وحده، فقاتل عند باب داره في الميدان قتالا شديدا، وقتل دونه أحمد بن فليتة الحسني وأبوه فليته.
قال ابنعنبة في عمدة الطالب في أنساب ال ابي طالب ص126 : ((ولما ضاق به الأمر توجه إلى محلة الاكراد، وكان قد نهبها مرارا، وقتل جماعة من رجالها، ألا أن الاكراد لما رأه قد خذل أظهروا له الوفاء، ووعدوه النصر، وتعهدوا له ان يحاربوا دونه في مضايق دروب الحلة، حتى يدخل الليل، ثم يتوجه حيث يشاء. وكان الحزم فيما أشاروا به، ولكنه خالفهم وذهب إلى دار النقيب قوام الدين أبن طاووس الحسيني، وهو يومئذ نقيب نقباء الأشراف. فلما سمع الشيخ حسن الكبير بذلك، أرسل أليه شيخ الإسلام بدر الدين الشيباني المعروف بأبن شيخ المشايخ، وكان مصاهرا للنقيب قوام الدين أبن طاووس، فأمن الشريف أحمد وحلف له واعطاه خاتم الامان، وأرسل به إلى الشيخ حسن الكبير وهو نازل خارج الحلة، فأنتزعوا سيفه منه في بعض الطريق، فقال شيخ الإسلام: ماهذا ؟ فقال: لاأدري، أنما كنت رسولا وفعلت مامرت. ولما أدخل على الشيخ حسن الجلائري، واصل الاعتذار، فأظهر له الشيخ حسن القبول، وطالبه بأموال الأعمال الحلية التي جباها في المدة التي حكم فيها، وهي قريب من ثماني سنوات أو أكثر. فأجابه بانه انفقها، فامر بتعذيبه فعذب، حتى لقد كانوا يملؤون الطست من الجمر ويضعونه على صدره، فلم يظهر لهم شيء من ماله. وأغراه به جماعه من الاعيان والسادة، فقتله أبو بكر بن كنجاية بواء بأبيه، لأن أحمد بن رميثة كان قد قتله، قيل ان أبا بكر بن كناجة ضرب سبع ضربات بالسيف على عنقه حتى قتله، وصلى عليه الشيخ حسن وأمراؤه ودفن بداره بالحلة ثم نقل إلى المشهد الغري بالنجف.

## حاضر القبيلة؟؟
في حال الحاضر يسكنون في المحافظات الكردستان الكبرى في المحافظات (دهوك، أربيل، السليمانية، كركوك.حلبجة)
لهم عدد من قرا 
لم يتبق من ذكرى هذه القبيلة في كردستان الا اسم منطقة جاوانرو بين كرمانشاه وخانقين ويسكنها قبيلة كردية مشهورة تدعى الجاف ويقال انهم من الجاوانية: الجافانية ثم اختصر الاسم إلى الجاف. وهي من أكبر القبائل الكردية واشرفها مقاما في العراق وإيران.